# Grensten-stenen
Grensten-stenen er en runesten, fundet i Grensten. Iflg. Skonvig lå stenen i ca. 1627 uden for Grensten kirkedør. Senere blev den dækket af et nyt gulv i våbenhuset, men blev i 1842 udtaget og lagt ved kirkegårdsdiget. I 1899 blev den opstillet uden for kirken, men har siden 1982 stået i våbenhuset. I højre side af stenen efter indskriften er stenen forsynet med spiralornamentik.

## Indskrift
| Translitteration | : tuki : smiþr : risþ : : stin : þisi : aiftiR : : Rifla : sun : askis : bianaR : sunaR : kuþ : hiab : þaRa : salu : |
| Transskription   | Tōki smiðr rēsþ[i] stēn þessi æftiR Rifla/Ræfla, sun Ǣsgis BiarnaR sonaR. Guð hialpi þēRa sēlu.                      |
| Oversættelse     | Toke smed rejste denne sten efter Revle, søn af Esge Bjørns søn. Gud hjælpe deres sjæl.                              |

Indskriften er ordnet i parallelordning begyndende i venstre side af stenen og læses nedefra og op. Hvert runebånd indledes med et skilletegn, formentlig for at skabe en flot ramme for indskriften. Skilletegnene består af to punkter eller to lodrette streger over hinanden, undtagen i første runebånd, som afsluttes med et kryds. Stenrejseren Toke Smed, som nævnes i indskriften, er formentlig den samme, som også har rejst Hørning-stenen. Der er mange lighedstræk mellem de to sten, bl.a. runernes form. Revle, søn af Esge Bjørns søn er formentlig bror til Troels, søn af Esge Bjørns søn, som har rejst Lundagårdsstenen, runestenen i Lundagård (Lund-sten 1) i Skåne. Formlen Gud hjælpe deres sjæl viser, at runestenen er rejst i den tidligste kristne tid, og den kendes fra ca. 10 danske og skånske runesten.